# Anna Ljungkvist
Anna Maria Ljungkvist, född 4 februari 1872 i Husaby församling i Skaraborgs län, död 24 juni 1950 i Karlstads församling i Värmlands län, var en svensk lokalpolitiker (De frisinnade).

## Biografi
Anna Ljungkvist blev 1911 en av de första 37 kvinnliga stadsfullmäktige i Sverige, och den första kvinnliga ledamoten i Karlstads stadsfullmäktige.
Anna Ljungkvist avlade folkskolärarexamen 1896, och var sedan 1897 anställd vid Karlstads folkskola. 